# Art bambara
 (juin 2010).
Si vous disposez d'ouvrages ou d'articles de référence ou si vous connaissez des sites web de qualité traitant du thème abordé ici, merci de compléter l'article en donnant les références utiles à sa vérifiabilité et en les liant à la section « Notes et références ».
Les Bambaras sont un peuple d'Afrique de l'Ouest, vivant de l’agriculture, la plupart de leur production de sculptures s’inscrit dans des rites agraires.
En effet, lors des fêtes agraires de la société tyi Wara, signifiant « Champion des cultures », les agriculteurs portent des masques représentant une antilope. L’antilope est pour eux un animal mythique car c’est elle qui leur a appris à cultiver la terre. Pour obtenir une récolte abondante, ils dansent au moment des plantations et des récoltes en imitant le pas de l’antilope. La corne serait le symbole de la poussée du millet.
Les Bambaras ont toutes sortes d’associations de passage pour hommes, comme les ndomo, komo, nama, kono, tyi wara et kore constituant les différents stades dans les sociétés d’initiations. Chaque société possède des masques différents qui sont portés lors des événements importants, comme les fêtes de mariage, par exemple.

## Articles annexes
- Ciwara
- Boli